# سيد علي بودينة
سيد علي بودينة هو مجدف جزائري، ولد في 7 مايو سنة 1990 بالجزائر.

## وصلات خارجية
- سيد علي بودينة على موقع الاتحاد الدولي للتجديف (الإنجليزية)
- سيد علي بودينة على موقع اللجنة الأولمبية الدولية (الإنجليزية)
- سيد علي بودينة على موقع أوليمبيديا (الإنجليزية)